# Santa Ifigenia (barrio de São Paulo)
Santa Ifigenia es un barrio ubicado en la zona central de la ciudad de Sao Paulo, Brasil. Administrativamente se encuentra en el distrito de República y pertenece a la subprefectura de Sé.

## Historia
El barrio recibe el nombre por una iglesia en honor a Santa Efigenia de Etiopía que fue construida en 1809 en una bifurcación de los caminos a Pinheiros y Luz. El nombre fue elegido por el rey Juan VI. El barrio era una mezcla de clases sociales. En la rúa Santa Ifigenia, abierta en 1810 por el Mariscal Arouche de Toledo Rendom, hasta la rúa Elesbão (actual rúa Aurora), se concentraba la población más adinerada, que ocupaba las zonas de "Campo Redonto" (actual barrio de Campos Elíseos) y la rúa Florencio do Abreu. Ya en la rúa de los Bambús (actual Avenida Rio Branco) vivían estudiantes y, más allá, por las calles Aurora, Triunfo y Duque de Caxias se encontraban los conventillos.
En 1872, las chacras fueron sustituidas por residencias, fábricas, tiendas, hoteles. Todo ello alentado por la existencia de las estaciones ferroviarias de Sorocabana y Sao Paulo Railway. A inicios del siglo XX, el centro de la ciudad pasó por una reformulación mediante la apertura de grandes avenidas. Así, se dispuso la construcción del Viaducto de Santa Ifigenia y el inicio de la edificación de la iglesia homónima. Este carácter se mantuvo hasta 1930 cuando la élite paulistana decidió mudarse a los nuevos barrios de Higienópolis y Pacaembú. En los años 1960 se construyó en este barrio el que sería el edificio más alto de la ciudad, el Mirante do Vale con 170 metros de altura y 51 pisos. El edificio tiene la ilusión de no ser el más alto porque se encuentra dentro del Vale do Anhangabaú. 
En la actualidad, en el barrio se suele ubicar - al igual que en los barrios vecinos de Campos Elíseos y Luz - Cracolandia, lugar donde se desarrolla una intensa actividad de tráfico de drogas, prostitución y violencia.

## Negocio
A principios del siglo XX, la Rua Santa Ifigênia albergaba varias de las mejores tiendas de tejidos, pieles y sombreros de mujer. Su clientela estaba compuesta principalmente por familias ricas que vivían en el elegante barrio de Campos Elíseos.
Luego se especializó primero en productos de radio y televisión y a partir de los años 40 y 50 aparecieron las primeras tiendas especializadas en material eléctrico y productos electrónicos, que a partir de los años 70 y 80 ya eran mayoritarios.
Actualmente, el barrio es un importante centro comercial de la capital paulista, especialmente en el sector de electrónica (dispositivos, accesorios, repuestos, etc.). Las calles más transitadas son Santa Ifigênia, Aurora, Vitória, dos Andradas y Avenida Rio Branco.